# Amedeo Carboni
Amedeo Carboni (født 6. april 1965 i Arezzo, Italien) er en italiensk tidligere fodboldspiller (venstre back). 
Carboni startede sin karriere i hjemlandet, hvor han blandt andet tilbragte syv sæsoner hos Roma. Han vandt pokalturneringen Coppa Italia med klubben, og gentog dermed en bedrift han også havde opnået med U.C. Sampdoria, hvor han også vandt Pokalvindernes Europa Cup i 1990. I 1997 skiftede han til spanske Valencia CF, hvor han spillede resten af sin karriere. Han nåede hele 245 ligakampe med klubben, og var med til at vinde både to spanske mesterskaber, en Copa del Rey-titel samt både UEFA Cuppen og UEFA Super Cuppen i 2004.
Hos Valencia var Carboni også med til to år i træk at nå finalen i Champions League. I 2000 var han ikke på banen i finalenederlaget til Real Madrid, mens han i 2001 spillede hele finalen mod Bayern München. Carboni fik en uheldig hovedrolle i kampen, da han både begik et straffespark i ordinær tid, som Bayern scorede på, og efterfølgende brændte sit spark i den straffesparkskonkurrence, der afgjorde kampen til Bayerns fordel.
For det italienske landshold spillede Carboni 18 kampe. Han debuterede for holdet i en venskabskamp mod Tyskland i 1992. Han var med i truppen til EM 1996 i England, og spillede to af italienernes tre kampe i turneringen, hvor holdet blev slået ud efter det indledende gruppespil.

## Titler
Coppa Italia
- 1989 med Sampdoria
- 1991 med Roma

La Liga
- 2002 og 2004 med Valencia

Copa del Rey
- 1999 med Valencia

Supercopa de España
- 1999 med Valencia

Pokalvindernes Europa Cup
- 1990 med Sampdoria

UEFA Intertoto Cup
- 1998 med Valencia

'UEFA Cup
- 2004 med Valencia

UEFA Super Cup
- 2004 med Valencia